# Joe Jusko
Joe Jusko (/ˈdʒʌskoʊ/; Nova York, 1 de setembre de 1959) és un artista estatunidenc conegut per les seves il·lustracions pintades realistes i molt detallades de fantasia, pin-up i portades, principalment a la indústria del còmic. Jusko va pintar els cromos de Marvel Masterpieces de 1992, la popularitat dels quals s'ha atribuït l'inici del boom de cromos pintats dels anys noranta.

## Primers anys de vida
Jusko va néixer al Lower East Side de Manhattan i va créixer a la ciutat de Nova York, fill d'un treballador de la construcció i d'una mestressa de casa. Va assistir a la High School of Art and Design, on entre els seus instructors hi havia Bernard Krigstein. Es va graduar el 1977 amb el premi d'excel·lència en còmic de DC Comics.

## Carrera

### Còmics
Després de graduar-se, Jusko va treballar com a assistent durant cinc mesos per a Howard Chaykin, la qual cosa va portar a Jusko a vendre la seva primera portada per a la revista Heavy Metal als 18 anys. En abandonar la universitat, Jusko es va dedicar directament a la il·lustració comercial.
Jusko ha treballat per a gairebé tots els principals editors de còmics, produint centenars d'imatges tant per a portades com per a interiors. A més de la seva llarga etapa com un dels principals artistes de portades de The Savage Sword of Conan, Jusko ha pintat tots els personatges importants de Marvel Comics, inclosos Hulk i el Punisher.
Jusko també ha produït portades i art d'interiors per a moltes altres companyies i personatges de còmics, com ara DC Comics, Crusade Comics, Innovation Comics, Harris Comics, Wildstorm Comics, Top Cow Productions i Byron Preiss Visual Publications.
A més del conjunt de cromos de Marvel Masterpieces de 1992, Jusko va pintar les cromos de 1995 Art of Edgar Rice Burroughs. El seu treball apareix al conjunt de cartes de 1996 Fleer's Ultra X-Men Wolverine Cards, 2016 Marvel Masterpieces, així com als jocs de cartes de Conan el Bàrbar i Vampirella.
Jusko va produir la col·lecció, The Art of Joe Jusko (Desperado Publishing, 2009), així com una adaptació de novel·la gràfica del detectiu sobrenatural de Steve Niles, Cal MacDonald.
Upper Deck va anunciar una nova sèrie de Marvel Masterpiece per acompanyar el seu 25è aniversari. Programat per a finals de 2016, Jusko, igual que l'original, va completar totes les noves 135 imatges de targetes base (la sèrie de targetes base de 1992 contenia 100 targetes).
Jusko també ha produït storyboards per a agències de publicitat, per a clients tan destacats com la World Wrestling Federation. Jusko va proporcionar el pòster promocional de WrestleMania VII el 1991.
El 2016, Jusko va proporcionar il·lustracions interiors per al joc de rol Conan: Adventures in an Age Undreamed Of per a Modiphius Entertainment.
L'abril de 2022, Jusko va ser un de les tres dotzenes de creadors de còmics que van contribuir al llibre d'antologia de beneficis d' Operation USA, Comics for Ukraine: Sunflower Seeds, un projecte encapçalat per l'editor Scott Dunbier, els beneficis del qual es donarien a esforços de socors per als refugiats ucraïnesos com a resultat de la invasió russa d'Ucraïna el febrer de 2022. Jusko, que es va unir al projecte en la seva segona setmana, va produir l'art per a la portada del llibre, comentant: "Com a ucraïnès nord-americà de tercera generació l'àvia de la qual va esborrar tot el seu llinatge durant la Segona Guerra Mundial, tinc l'honor de contribuir a aquest esforç tan important."

### Oficial de policia de la ciutat de Nova York
En un moment de la seva carrera, Jusko es va "desil·lusionar amb la manca de feina... i es va convertir en un agent de policia [de la ciutat de Nova York]". Després d'uns quants anys em vaig adonar que l'art era la meva passió principal i vaig tornar-hi a temps complet. Per sort, la segona vegada va ser un encant i la meva carrera va enlairar." Després dels atemplats de l'11 de setembre de 2001, Jusko va crear la litografia Police and Firefighter Heroes of September 11, tots els ingressos van ser destinats al Fons de Vidues i Orfes de la Policia i Bombers de la ciutat de Nova York.

## Premis
Jusko va guanyar el premi del fans de Comics Buyer's Guide al pintor preferit el 1992 i el 1993, i el premi Wizard Fan al pintor preferit el 1993 i 1994. La seva novel·la gràfica totalment pintada Tomb Raider: The Greatest Treasure of All va guanyar un Certificat de Mèrit de la Society of Illustrators (que va acceptar Jusko com a membre el 2007).